# Ферзен, Ганс фон (1683)
Ганс фон Ферзен (швед. Hans von Fersen; 2 марта 1683[…], Ревель — 25 мая 1736[…], Стокгольм) — шведский генерал-лейтенант.

## Биография
Родился в 1683 году в Ревеле. В 1700 году вступил в шведскую армию. Активно участвовал в Северной войне. Капитан (1705), майор (1710), полковник (1712). Командовал Уппландским драгунским полком. За успешную защиту редута Эда в 1719 году от датско-норвежских войск был произведён в генерал-майоры; уже со следующего, 1720 года — генерал-лейтенант.
После поражения Швеции в войне, фон Ферзен сначала примкнул к Голштинской партии и в 1727 году выступил против Ганноверского союза, но затем поддержал короля Фредрика I, который в 1731 году назначил его председателем Апелляционного суда Швеции. На риксдаге 1734 года фон Ферзен активно выступал в защиту короля и против Арвида Горна. Он призывал к союзу с Францией и Турцией и был одним из основателей партии «шляп».
Скончался в 1736 году в Стокгольме.

## Семья
С 1715 года был женат на графине Элеоноре Маргарете Вахтмейстер аф Мельсокер, дочери фельдмаршала Акселя Вахтмейстера.
Дети: 
- Карл Рейнхолд фон Ферзен (1716—1786)
- Фредрик Аксель фон Ферзен (1719—1794)